# Индийски жълтоклюн албатрос
Индийски жълтоклюн албатрос (Thalassarche carteri) е вид птица от семейство Албатросови (Diomedeidae). Видът е застрашен от изчезване.

## Разпространение
Видът е разпространен в Австралия, Мадагаскар, Мозамбик, Нова Зеландия, Норфолк, Френски южни и антарктически територии, Хърд и Макдоналд и Южна Африка.